# Radio Fragola Trieste
Radio Fragola è un'emittente radiofonica comunitaria della città di Trieste.

## Storia
Nasce a Trieste nei primi anni ottanta in seguito agli eventi successivi all'entrata in vigore della Legge Basaglia che ha determinato la chiusura dei manicomi in Italia.
Ufficialmente dal 1984 trasmette dal Padiglione Emme dell'ex Ospedale psichiatrico di San Giovanni ora Parco di San Giovanni a Trieste.
Partendo dall'esperienza delle radio libere e pirata, l'emittente oggi comprende un palinsesto giornalistico oltre che musicale; dà spazio a cittadini, associazioni, movimenti, volontariato, organizzazioni di lavoratori ed istituzioni con particolare riguardo all'argomento "salute mentale".
Lotta allo stigma, inclusione ed aggregazione sociale sono i tre obiettivi fondamentali che da sempre guidano le scelte del palinsesto di Radio Fragola.
Fino alla fine dell 2020 andavano in onda 52 trasmissioni alla settimana di vario tipo: informazione, dibattiti politici, cronaca, inchieste sulla salute mentale; cinema, musica, letteratura, teatro, economia, sessualità, fumetti, nerd, poesia, filosofia, scienze, ecologia, intrattenimento. Ai microfoni si alternano circa un centinaio di persone dai 14 ai 70 anni, studenti e lavoratori, universitari e disoccupati, pensionati e rifugiati della rotta balcanica.
Radio Fragola fa parte della Cooperativa Sociale "La Collina" ONLUS ed aderisce alla syndication nazionale di Popolare Network (Radio Popolare - Milano).
Dal 2015 Radio Fragola fonda con altre radio e promuove Larghe Vedute il primo nerwork delle radio della salute mentale in Italia.
La propagazione in FM comprende la provincia di Trieste sulle frequenze 104.5 e 104.8 MHz ed è raggiungibile in streaming sul Web.

## Programmazione
La rotazione musicale di Radio Fragola è molto varia e dedica spazio a brani rock classici ed alternativi, heavy metal, etnici, musica leggera, sperimentale, jazz, blues, hip hop, dubstep, reggae ed elettronica.
La radio offre un "microfono aperto" a DJs che propongono trasmissioni autogestite e solitamente "a tema" riguardo generi, stili musicali o intrattenimento/culturale.
Ad orari prestabiliti Radio Popolare Milano, tramite le frequenze di Radio Fragola, trasmette radiogiornali nazionali di 30 minuti o aggiornamenti di 10/15 minuti. 